# Bitwa pod Gabao
Bitwa pod Gabao – starcie zbrojne Żydów z Rzymianami pod dowództwem Cestiusza, które miało miejsce w 66 roku 10 km na północny zachód od Jerozolimy.

## RelacjaJózefa Flawiusza
Po zdobyciu Joppy armia rzymska pod dowództwem Cestiusza posuwała się w stronę Jerozolimy. Dotarłszy do Antypatrydy (Ras El-Ain), Cestiusz dowiedział się o gromadzeniu się oddziałów buntowników żydowskich w Afeku. Gdy wysłał tam oddziały wojska, okazało się, że miasto zostało opuszczone. Sytuacja powtórzyła się po przybyciu do Liddy, której mieszkańcy udali się do Jerozolimy na Święto Namiotów. Pozostałych w mieście pięćdziesięciu ludzi Cestiusz kazał wymordować. Dalszy marsz w kierunku Jerozolimy odbywał się wąwozem Baithoron. 10 km od miasta Cestiusz rozkazał założyć obóz w miejscowości Gabao.
Powstańcy przerwali świętowanie i zaatakowali Rzymian, wdarłszy się w ich szeregi. Wspomagała ich jazda i część wojska, które okrążyły obóz. W bitwie zasłużyli się Monobazos i Kenedeusz, krewni króla Adiabeny Monobazosa, a także Perejczyk Niger i Babilończyk Silas, będący przedtem jednym z żołnierzy Agryppy. W dalszej fazie bitwy Żydzi przypuścili atak czołowy, lecz okazał się on być nieudanym i powstańcy zawrócili w stronę Jerozolimy. Na tyłach armii rzymskiej atakował oddział Szymona, syna Giorasa, który po rozgromieniu części straży również zawrócił do miasta.
Po udanym ataku Żydów Rzymianie przez trzy dni pozostawali w obozie. Powstańcy rozstawili warty w strategicznych miejscach: na wzniesieniach i przejściach. Tymczasem Adryppa podjął próbę pertraktacji z dowódcami buntowników. Jego parlamentarzyści, Borcjusz i Febus, zapewniali Żydów, że w razie przejścia na stronę Rzymian Cestiusz daruje im winy. W obawie przed utratą poparcia ludu i upadkiem powstania powstańcy zamordowali Febusa, usiłowali także zabić Borcjusza, który jednak wymknął się. Wyrażających niezadowolenie z tego powodu mieszkańców miasta obrzucano kamieniami i kijami przepędzano do Jerozolimy. Cestiusz wykorzystał moment, gdy w szeregach powstańców trwały spory, i wydał rozkaz ataku na Żydów wszystkimi siłami. Siły powstańcze ukryły się za murami miasta, zaś Rzymianie rozłożyli obóz w pobliżu wzgórza Skopos, szykując się do ataku na Jerozolimę.

## Bilans
W bitwie pod Gabao Rzymianie stracili 500 żołnierzy: 400 pieszych, reszta konnych. Żydzi, nie licząc wymordowanych 50 ludzi w Liddzie, stracili w walce 22 osoby. Po przeprowadzeniu udanego ataku na tyły oddział Szymona, syna Giorasa, zdobył zwierzęta juczne.